# Epidendrum harrisoniae
Epidendrum harrisoniae är en orkidéart som beskrevs av William Jackson Hooker. Epidendrum harrisoniae ingår i släktet Epidendrum och familjen orkidéer. Inga underarter finns listade i Catalogue of Life.